# Liste der National Historic Sites of Canada in Neufundland und Labrador
Diese Liste beinhaltet alle Bauwerke, Objekte und Stätten in der kanadischen Provinz Neufundland und Labrador, die den Status einer National Historic Site of Canada (frz. lieu historique national du Canada) besitzen. Das Historic Sites and Monuments Board of Canada, als Behörde im Geschäftsbereich des kanadischen Bundesumweltministeriums, nahm bisher 46 Stätten in diese Liste auf.(Stand: September 2017) Von diesen Stätten werden zurzeit neun von Parks Canada verwaltet.

## National Historic Sites
| Historische Stätte                       | Datum                       | Kenn- zeichnung | Standort                                                   | Beschreibung | Foto                                     |
| ---------------------------------------- | --------------------------- | --------------- | ---------------------------------------------------------- | --- | ---------------------------------------- |
| Atlantik-Bollwerk                        | 1939–1945                   | 1993            | St. John’s 47° 33′ 49″ N, 52° 40′ 47″ W                    | Sicherer Hafen für das Zusammenstellen von Konvois während des Zweiten Weltkriegs. | Atlantik-Bollwerk                        |
| Basilika St. John the Baptist            | 1855 (Bauende)              | 1983            | St. John’s 47° 34′ 2″ N, 52° 42′ 36″ W                     | Kathedrale des Erzbistums Saint John’s im neoromanischen Stil; Mutterkirche und Symbol der Katholiken in Neufundland. | Basilika St. John the Baptist            |
| Battle Harbour Historic District         | 1834–1950                   | 1996            | Battle Harbour 52° 16′ 0″ N, 55° 35′ 13″ W                 | Historischer Bezirk, der Erinnerungen an die Fischerei-Outports des 19. und frühen 20. Jahrhunderts wachruft. | Battle Harbour Historic District         |
| Boyd’s Cove                              |                             | 1995            | Boyd’s Cove 49° 27′ 26″ N, 54° 38′ 12″ W                   | Wichtige archäologische Fundstätte zur Erforschung der Geschichte der Beothuk. | Boyd’s Cove                              |
| Cable Building                           | 1913 (Bauende)              | 2008            | Bay Roberts 47° 35′ 47″ N, 53° 15′ 16″ W                   | Gebäude für transatlantische Kommunikation, Schlüsselstelle für die Entwicklung der Western Union Telegraph Company. | Cable Building                           |
| Castle Hill                              | 1692–1762                   | 1968            | Placentia 47° 15′ 5″ N, 53° 58′ 17″ W                      | Britische und französische Befestigungsanlagen aus dem 17. und 18. Jahrhundert. | Castle Hill                              |
| Christ Church / Quidi Vidi Church        | 1842 (Bauende)              | 1966            | St. John’s 47° 34′ 58″ N, 52° 40′ 43″ W                    | Typische Kirche eines Outports aus dem 19. Jahrhundert. | Christ Church / Quidi Vidi Church        |
| Crow's Nest Officers’ Club               | 1892 (Bauende)              | 2011            | St. John’s 47° 34′ 4″ N, 52° 42′ 12″ W                     | Clubhaus der Vereinigung der seefahrenden Offiziere. | Crow's Nest Officers’ Club               |
| Ehem. Bahnhof Carbonear                  | 1918 (Bauende)              | 1988            | Carbonear 47° 44′ 15″ N, 53° 13′ 47″ W                     | Charakteristisches Bahnhofsgebäude der Newfoundland Railway. | Ehem. Bahnhof Carbonear                  |
| Ehem. Bank of British North America      | 1850 (Bauende)              | 1990            | St. John’s 47° 33′ 57″ N, 52° 42′ 24″ W                    | Ehemaliges Bankgebäude der Bank of British North America, schönes Beispiel des Italianate-Stils. | Ehem. Bank of British North America      |
| Ehem. Hauptsitz der Newfoundland Railway | 1903 (Bauende)              | 1988            | St. John’s 47° 33′ 16″ N, 52° 42′ 49″ W                    | Früherer Hauptsitz und Endbahnhof der Newfoundland Railway, wird heute als Verkehrsmuseum genutzt. | Ehem. Hauptsitz der Newfoundland Railway |
| Fort Amherst                             | 1777 (Bauende)              | 1951            | St. John’s 47° 33′ 49″ N, 52° 40′ 50″ W                    | Standort der Befestigungsanlagen von 1777 im Hafen von St. John’s. | Fort Amherst                             |
| Fort Townshend                           | 1779–1871                   | 1951            | St. John’s 47° 33′ 58″ N, 52° 42′ 44″ W                    | Zweites Hauptquartier der britischen Garnison von Neufundland. | Fort Townshend                           |
| Fort William                             | 1697–1779                   | 1952            | St. John’s 47° 34′ 15″ N, 52° 42′ 2″ W                     | Erstes Hauptquartier der britischen Garnison von Neufundland. | Fort William                             |
| Government House                         | 1831 (Bauende)              | 1982            | St. John’s 47° 34′ 19″ N, 52° 42′ 18″ W                    | Wohnhaus im Stil des Palladianismus; Residenz des Vizegouverneurs. | Government House                         |
| Harbour Grace Courthouse                 | 1830 (Bauende)              | 1966            | Harbour Grace 47° 41′ 44″ N, 53° 12′ 45″ W                 | Ältestes erhalten gebliebenes Gerichtsgebäude in Neufundland. | Harbour Grace Courthouse                 |
| Hawthorne Cottage                        | 1830 (Bauende)              | 1978            | Brigus 47° 32′ 37″ N, 53° 12′ 39″ W                        | Landhaus im Picturesque-Stil, Residenz von Kapitän Robert Bartlett von 1875 bis 1946. | Hawthorne Cottage                        |
| Hebron Mission                           | 1837 (Bauende)              | 1976            | Hebron 58° 11′ 58″ N, 62° 37′ 33″ W                        | Missionsstation der Herrnhuter Brüdergemeine zur Bekehrung der Inuit. | Hebron Mission                           |
| Hopedale Mission                         | 1782–1893                   | 1970            | Hopedale 55° 27′ 27″ N, 60° 12′ 47″ W                      | Missionsstation der Herrnhuter Brüdergemeine zur Bekehrung der Inuit. | Hopedale Mission                         |
| Indian Point                             |                             | 1978            | Millertown 48° 48′ 45″ N, 56° 32′ 27″ W                    | Gut dokumentierte Siedlungsstätte der Beothuk. |                                          |
| Kathedrale St. John the Baptist          | 1850 (Bauende)              | 1979            | St. John’s 47° 33′ 55″ N, 52° 42′ 30″ W                    | Anglikanische Kathedrale; herausragendes Beispiel des neugotischen Stils; erbaut durch den Architekten George Gilbert Scott. | Kathedrale St. John the Baptist          |
| Kirchenbezirk St. John’s                 |                             | 2008            | St. John’s 47° 34′ 4″ N, 52° 42′ 41″ W                     | Symbolisiert die Gesamtheit der Entwicklung spiritueller und philanthropischer Institutionen, wohltätiger Organisationen und von Bildungseinrichtungen verschiedener Konfessionen. | Kirchenbezirk St. John’s                 |
| kitjigattalik - Ramah Chert Steinbruch   | 3000 v. Chr. - 1500 n. Chr. | 2015            | Torngat-Mountains-Nationalpark 58° 58′ 36″ N, 63° 11′ 9″ W | Steinbruch zum Abbau von Ramah Chert. Der unverwechselbarer und wichtiger Steintyp wurde von mehreren alten Kulturen des Nordostens für die Herstellung von Werkzeugen und anderen Objekten verwendet. Ramah Chert war der am weitesten verbreitete Werkzeugstein, der im kanadischen Nordosten bekannt war und er war die Basis für Fernverkehrsnetze, die sich über das östlichste Kanada und nach Neuengland erstreckten. |                                          |
| Kolonie Avalon                           | 1621 (Gründung)             | 1953            | Ferryland 47° 1′ 22″ N, 52° 52′ 49″ W                      | Standort der ersten englischen Siedlung auf kanadischem Boden. | Kolonie Avalon                           |
| L’Anse Amour                             |                             | 1978            | L’Anse Amour 51° 28′ 26″ N, 56° 52′ 12″ W                  | Eine der größten und am längsten genutzten Wohnstätten der Ureinwohner in Labrador; älteste bekannte Grabstätte der Neuen Welt. | Gedenktafel                              |
| L’Anse aux Meadows                       |                             | 1968            | St. Anthony 51° 35′ 43″ N, 55° 31′ 59″ W                   | Einzige archäologisch nachgewiesene Siedlung der Wikinger in Nordamerika; Welterbe der UNESCO. | L’Anse aux Meadows                       |
| Leuchtturm Cape Pine                     | 1851 (Bauende)              | 1974            | Cape Pine 46° 37′ 2″ N, 53° 31′ 56″ W                      | Erster Leuchtturm an der gefährlichen Südküste der Halbinsel Avalon. | Leuchtturm Cape Pine                     |
| Leuchtturm Cape Race                     | 1907 (Bauende)              | 1975            | Cape Race 46° 39′ 31″ N, 53° 4′ 25″ W                      | Leuchtturm an einer strategischen Stelle der wichtigen Schifffahrtsroute um die Halbinsel Avalon. | Leuchtturm Cape Race                     |
| Leuchtturm Cape Spear                    | 1835 (Bauende)              | 1962            | St. John’s 47° 31′ 20″ N, 52° 37′ 36″ W                    | Ältester noch existierender Leuchtturm in Neufundland. | Leuchtturm Cape Spear                    |
| Mallard Cottage                          | 1840 (Bauende)              | 1983            | St. John’s 47° 34′ 54″ N, 52° 40′ 42″ W                    | Von irischen Einwanderern in landestypischer Bauweise errichtetes Gebäude. | Mallard Cottage                          |
| Mauerlandschaft von Grates Cove          |                             | 1995            | Grates Cove 48° 10′ 0″ N, 52° 56′ 22″ W                    | Von Mauern umschlossene Weiden und Gärten; Zeuge der für Neufundland typischen gemeinschaftlichen Landwirtschaft. | Grates Cove                              |
| Murray Premises                          | 1849 (Bauende)              | 1976            | St. John’s 47° 33′ 43″ N, 52° 42′ 34″ W                    | Am Ufer gelegene Geschäftshauser aus der Mitte des 19. Jahrhunderts. | Murray Premises                          |
| Okak                                     |                             | 1978            | Okak 57° 33′ 52″ N, 61° 58′ 59″ W                          | Ansammlung von über 60 archäologischen Fundstätten der Ureinwohner, die bis zu 7.500 Jahre zurückreichen. |                                          |
| Port au Choix                            |                             | 1970            | Port au Choix 50° 42′ 45″ N, 57° 22′ 32″ W                 | Begräbnisstätte der Ureinwohner aus der Zeit vor 4.400 bis 3.300 Jahren. | Port au Choix                            |
| Port Union Historic District             | 1916–1925                   | 1999            | Port Union 48° 29′ 51″ N, 53° 4′ 56″ W                     | Von einer Gewerkschaft erbaute und verwaltete Siedlung. | Port Union Historic District             |
| Red Bay                                  | 1550–1620                   | 1979            | Red Bay 51° 44′ 0″ N, 56° 24′ 56″ W                        | Historisches Fischerdorf, Zentrum der baskischen Walfang-Aktivitäten im 16. und 17. Jahrhundert. | Red Bay                                  |
| Rennie’s Mill Road Historic District     | 1846–1920                   | 1987            | St. John’s 47° 34′ 16″ N, 52° 42′ 34″ W                    | Herausragendes Beispiel eines Wohnviertels des 19. Jahrhunderts. | Rennie’s Mill Road                       |
| Ryan Premises                            | 1881 (Bauende)              | 1990            | Bonavista 48° 38′ 53″ N, 53° 6′ 46″ W                      | Gebäude-Ensemble des späten 19. Jahrhunderts an der Ostküste, das mit der Fischerei-Industrie in Verbindung steht. | Ryan Premises                            |
| St. John’s Courthouse                    | 1904 (Bauende)              | 1981            | St. John’s 47° 33′ 53″ N, 52° 42′ 26″ W                    | Aus Sandstein erbautes Gerichtsgebäude im neoromanischen Stil. | St. John’s Courthouse                    |
| St. Patrick’s Church                     | 1881 (Bauende)              | 1990            | St. John’s 47° 33′ 13″ N, 52° 43′ 1″ W                     | Bedeutendes römisch-katholisches Kirchengebäude im neugotischen Stil. | St. Patrick’s Church                     |
| St. Thomas Rectory / Commisariat House   | 1821 (Bauende)              | 1968            | St. John’s 47° 34′ 21″ N, 52° 42′ 9″ W                     | Gebäude im späten georgianischen Stil; zunächst Sitz des britischen Militärkommissariats, ab 1870 Pfarrhaus der angrenzenden St. Thomas Church. | St. Thomas Rectory                       |
| Signal Hill                              | 1697 (erste Befestigung)    | 1951            | St. John’s 47° 34′ 25″ N, 52° 41′ 1″ W                     | Enge Verknüpfung mit der Geschichte der Verteidigung und Kommunikation in Kanada; umfasst auch den Cabot Tower, der an die Entdeckung durch John Cabot erinnert. | Signal Hill                              |
| Specksteinbruch Fleur de Lys             |                             | 1982            | Fleur de Lys 50° 7′ 10″ N, 56° 7′ 26″ W                    | Steinbruch zum Abbau von Speckstein aus der Zeit der Dorset-Kultur. |                                          |
| Tilting                                  | 1730–1992                   | 2003            | Boyd’s Cove 49° 41′ 59″ N, 54° 5′ 21″ W                    | Kulturlandschaft, welche die Adaption irischer Siedlungsstrukturen aufzeigt. | Tilting                                  |
| Water Street Historic District           | 1847–1916                   | 1987            | St. John’s 47° 33′ 45″ N, 52° 42′ 31″ W                    | Geschäftszentrum von St. John’s in der Mitte des 19. Jahrhunderts. | Water Street Historic District           |
| Winterholme                              | 1907 (Bauende)              | 2003            | St. John’s 47° 34′ 20″ N, 52° 42′ 39″ W                    | Herrschaftliches Haus im Queen Anne Style. | Winterholme                              |